# Білзен
Бі́лзен (нід. Bilzen) — місто й громада у провінції Лімбург. Станом на 1 січня 2006 року кількість населення становила 30057 осіб. Площа становить 75,90 км². Комуна утворилась 1977 року в результаті об'єднання сіл.
Білзен був частиною графства Лоон.

## Пам'ятки
- Замок Алден Бізен розташований у селі Рейкговен.
- Абатство Мюнстербілзен.

## Відомі жителі
- Кім Клейстерс
- Елке Клейстерс
- Каміль Гюйсманс